# Pocillorhynchus agilis
Pocillorhynchus agilis är en plattmaskart som beskrevs av Brunet 1973. Pocillorhynchus agilis ingår i släktet Pocillorhynchus och familjen Cicerinidae. Inga underarter finns listade i Catalogue of Life.